# إسماعيل دياز (لاعب كرة قدم إسباني)
إسماعيل دياز (بالإسبانية: Ismael Díaz) هو لاعب كرة قدم ومدرب كرة قدم إسباني، ولد في 2 أكتوبر 1965 في أفيليس في إسبانيا.